# Andrzej Biernacki (malarz)
Andrzej Biernacki (ur. 27 czerwca 1958 w Łowiczu) – polski malarz, pedagog, krytyk sztuki i publicysta, wydawca, właściciel Galerii Browarna w Łowiczu. W latach 2022–2024 dyrektor Muzeum Sztuki w Łodzi.

## Wykształcenie i działalność naukowa
W 1985 roku uzyskał dyplom z wyróżnieniem na Wydziale Malarstwa Akademii Sztuk Pięknych w Warszawie u profesora Jacka Sienickiego. W latach 1985–1988 był asystentem Sienickiego na Wydziale Malarstwa warszawskiej ASP. W 1986 roku otrzymał stypendium Ministerstwa Kultury i Sztuki. W latach 1989–1991 prowadził Pracownię Rysunku na Wydziale Rzeźby Akademii Sztuk Pięknych w Warszawie. W 2022 roku został powołany przez ministra kultury i dziedzictwa narodowego prof. Piotra Glińskiego na stanowisko p.o. dyrektora Muzeum Sztuki w Łodzi. W 2024 został odwołany z tego stanowiska.
Wszedł w skład komitetu wspierającego kandydaturę Karola Nawrockiego na prezydenta RP w wyborach w 2025.

## Wystawy indywidualne i zbiorowe
- 1985 – Stara Kordegarda, Warszawa
- 1986 – Aula Akademii Sztuk Pięknych, Warszawa
- 1986 – Wyróżnione dyplomy, Sopot
- 1986 – I Triennale Rysunku, Kalisz
- 1987 – Aula Akademii Sztuk Pięknych, Warszawa
- 1987 – INTERART, Poznań
- 1987 – Triennale Rysunku, Wrocław
- 1988 – Bahnhof Westend Berlin Zachodni
- 1988 – Galeria ART, Warszawa
- 1988 – Malarstwo z kręgu ASP, Warszawa
- 1989 – Galerie zur alten deutschen Schule, Thun
- 1989 – Art Basel(inne języki), Bazylea
- 1989 – Heute – Sztuka polska, Grevenbroich
- 1990 – Galerie Espace Temps, Paryż
- 1990 – Galerie im Hof, Essen1991 – Muzeum, Łowicz
- 1991 – Galeria Sztuki Współczesnej, Zamość
- 1992 – Galeria Zapiecek, Warszawa
- 1993 – Galerie Kalenborn, Essen
- 1994 – Galerie zur alten deutschen Schule, Thun
- 1994 – Neue Totalitat Maximilian Park, Hamm
- 1996 – ART STRASBOURG, Strasbourg
- 1997 – Galeria Zapiecek, Warszawa
- 1998 – Galerie Wild, Frankfurt nad Menem 1999 – ART FRANKFURT, Frankfurt nad Menem
- 2000 – Galerie Wild, Frankfurt nad Menem
- 2002 – Europa Prize, Ostenda
- 2002 – Galeria Zapiecek, Warszawa
- 2004 – Studio Bema 65, Warszawa
- 2006 – Galeria Browarna, Łowicz
- 2008 – „Lata pracy”, Muzeum w Nieborowie i Arkadii, Nieborów[9]
- 2009 – Galeria Sztuki im. Jana Tarasina, Kalisz
- 2015 – Mała Galeria, Nowy Sącz[10]
- 2017 – „Full Harmonia", Filharmonia im. Mieczysława Karłowicza w Szczecinie[11]
- 2019 – „Anatomia dla plastyków", Galeria Re:Medium w Łodzi[12]
- 2020 – „Przewrót... do źródeł", Muzeum Górnośląskie w Bytomiu[13]
- 2021 – „O obrotach ciał", Galeria Sztuki Współczesnej BWA SOKÓŁ w Nowym Sączu[14] i Galeria Sztuki Dwór Karwacjanów w Gorlicach[15]

O twórczości malarskiej Biernackiego powstały liczne publikacje w prasie polskiej i zagranicznej, m.in. w „Projekcie”, „Kulturze” „Newsweeku”, „Gazecie Wyborczej”, Westdeutsche Allgemeine Zeitung, Nord Rhein Zeitung, a także filmy m.in.  z wywiadem Elżbiety Dryll-Glińskiej realizowanym dla Galerii Dwójki TVP  i „Wszystko, co wartościowe” Wiktora Skrzyneckiego. 

## Galeria Browarna
W 1991 roku Biernacki przedstawił Zarządowi Miasta Łowicza autorską ideę remontu i adaptacji na cele działalności kulturalnej, nieużytkowanego od ok. 1960 roku, popadającego w ruinę, neoklasycystycznego budynku dawnego zboru ewangelicko-augsburskiego (projektu Henryka Marconiego 1838). Galeria, oprócz działalności wystawienniczej, miała stanowić centrum sztuki oraz miejsce umożliwiające organizowanie imprez takich jak plenery artystyczne, warsztaty twórcze, wieczory autorskie, teatralne i koncerty.  
24 września 1991 roku Biernacki stał się właścicielem budynku, a działka na której budynek stoi, została mu przekazana w wieczystą dzierżawę. Po 11 latach i przekształceniu dzierżawy, działka – podobnie jak główny obiekt zabytkowego zespołu – stała się notarialną własnością Biernackiego oraz jego żony, Elżbiety Bogaczewicz-Biernackiej.
Otwarcie Galerii Browarna nastąpiło 30 czerwca 2000 roku, po 9 latach gruntownych prac rewitalizacyjnych i konserwatorskich. 
W Galerii organizowane są wystawy polskich artystów, m.in. trzy wystawy Jacka Sienickiego (2002, 2003 i 2007), cztery wystawy Józefa Chełmońskiego (szkicowniki w 2004, fotografie w 2004, ryciny do Le Monde Illustree w 2009 i Mazowieckie dwory Chełmońskiego w 2009), Franciszka Starowieyskiego (plakaty 2003), Janusza Grabiańskiego, Janusza Knorowskiego (2004), Michaliny Krzyżanowskiej, Konrada Krzyżanowskiego i Henryka Józewskiego (2004), Gustawa Zemły (2008 na 50-lecie twórczości), Andrzeja Kabały i Andrzeja Grendy, Stefana Krygiera (2010), Mariusza Łukasika (2003, 2011), Włodzimierza Pawlaka (2011, 2014), Feliksa Falka (malarstwo 2008), Malarstwo z Muzeum Akademii Sztuk Pięknych w Warszawie (2009), Street Art. vs Sztuka Ludowa (2007) oraz fotografii Tomasza Tomaszewskiego (dla National Geographic 2004), Artura Nacht-Samborskiego (2012), Jacka Sempolińskiego (dwie wystawy 2012), Zuzanny Tomaś, Ewy Latkowskiej-Żychskiej, Andrzeja Michalika (2013), Aleksandry Gieragi (2014), grupy The Krasnals (2014), Stanisława Baja, Mikołaja Obryckiego (2015), Jerzego Fobera (2016), „Et(nos). Wpływ sztuki ludowej regionu na współczesny design” (2016).
Promowana była twórczość lokalna: retrospektywa Zdzisława Pągowskiego (2000), fotografie Roberta Lewandowskiego (2009), Franka Filipowicza (2009), Jerzego Boreckiego (2007, 2015), Jarka Ciesielskiego (2008), Leonarda Tetzlaffa (2007), wystawy archiwaliów z APW O/Łowicz (2001, 2007). Galeria była również miejscem wystaw prac plastycznych dzieci z łowickich szkół, a także specjalnych ośrodków wychowawczych z terenu powiatu łowickiego (przede wszystkim uczestników WTZ w Parmie (wystawy 2005, 2009, 2010, 2016).
Galeria Browarna gościła zarówno grupy i zespoły muzyczne (m.in. Kwartet Jagielloński, Płocką Orkiestrę Symfoniczną, grupę Habakuk, Pathman, Perła i Bracia, Karpaty Magiczne, Lason Ensemble, Trio Extempore), chóry (m.in. Chór Dziecięcy z Gdańska, Sienna Gospel Choire), oraz solistów: pianistów (Andrzej Kurylewicz, Regina Smendzianka, Jerzy Romaniuk, Jarosław Drzewiecki, Stanisław Drzewiecki, Piotr Sałajczyk, Małgorzata Garstka, Włodzimierz Sieczkowski), wiolistów (Konstanty A. Kulka, Andrzej Gębski, Andrzej Wróbel, Krzysztof Lasoń, Maria Machowska, Alina Zapolska), gitarzystów (Grzegorz Mańkowski, Piotr Przybył, Krzysztof Meisinger) i wokalistów (Wanda Warska, Alina Zapolska, Duet Angelikus, Agnieszka Rehlis).
Galeria Browarna prowadzi działalność wydawniczą. Nakładem wydawnictwa Browarna ukazały się m.in.:
– albumy malarstwa:
- Witolda Wojtkiewicza (1979-1909), wyd. 1994[48],
- Jacka Sienickiego (1928-2000), wyd. 1994,
- Konrada Krzyżanowskiego (1872-1922), wyd. 1998,
- Jacka Sienickiego, Prace na papierze, wyd. 2007
- Artura Nachta-Samborskiego (1898-1974), wyd. w 2012
- katalogi wystaw (m.in. Pągowski, Sienicki dwukrotnie, Sempoliński, Chełmoński czterokrotnie, Knorowski, Falk, Filipowicz, Lewandowski, Ciesielski, Borecki, Zemła, Grabiański, Arkadia, WTZ Parma, Arczewski, Baj, Pawlak, Łukasik, Tomaś, The Krasnals, Fober, Obrycki, Gieraga, Kolekcja);
- Pismo „CDN" (ukazujące się w latach 1997 – 1998);
- tomy poetyckie Jerzego Ficowskiego „Inicjał”(1993), „Odczytanie popiołów „(1995);
- serie kart pocztowych z twórczością dziecięcą, rysunkami Chełmońskiego, z Chełmońskim na fotografii archiwalnej, a także malarstwa współczesnego, zabytków Łowicza etc.

W opracowaniu Galerii Browarna ukazały się: monografia "Łowicka Handlówka 1906-2006. Z dziejów szkół handlowych i ekonomicznych w Łowiczu", artykuły i rysunki Sławomira Burzyńskiego, monografia „Klasztor Jezuitów w Kaliszu”, monografia LO w Łowiczu, „Szkice Łowickie”, „Ten jest ze szkoły naszej...”, „Jan Wegner. Serce i umysł – dla Łowicza. Wybór artykułów pod redakcją Marka Wojtylaka" "Studia Plein Airowe w Arkadii” reprint, „Józefowi Chełmońskiemu w hołdzie Jan Wegner” reprint, kalendarze warszawskiej Desy (1999, 2000) i łowickiej firmy Krajewski (2005, 2006); albumy: „Boże Ciało w fotografii Jerzego Boreckiego” (2014) i „Mazowieckie siedziby Józefa Chełmońskiego” (2014).
17 grudnia 2007 roku w Łowiczu został odsłonięty pomnik upamiętniający więźniów obozów pracy w Małszycach i Kaplitulnej. Część oficjalnych uroczystości, w których brał udział m.in. marszałek sejmu Bronisław Komorowski, miała miejsce w Galerii Browarna w otoczeniu wystawy ,,Pamiętamy!", przedstawiającej niemieckie plakaty okupacyjne i macewy żydowskie z łowickiego cmentarza żydowskiego użyte do budowy pomnika wdzięczności Armii Czerwonej.
W 2009 roku na ul. Nowy Świat 22 w Warszawie została otwarta filia Galerii Browarna, która funkcjonowała w tym miejscu przez rok.
W 2015 roku w Galerii Miejskiej Arsenał w Poznaniu została zorganizowana wystawa „Korekcja sztuki”, w której znalazły się dzieła z kolekcji Galerii Browarna i Andrzeja Biernackiego, m.in. prace Barbary Jonscher, Włodzimierza Pawlaka, Jacka Sienickiego, Jacka Sempolińskiego, Zuzanny Tomaś, Andrzeja Michalika, Ewy Latkowskiej, Tomasza Głowackiego, Mariusza Łukasika, Aleksandry Gieragi, grupy The Krasnals, a także podopiecznych Warsztatów Terapii Zajęciowej w Parmie.

W październiku 2016 roku Galeria Browarna była organizatorem wystawy „Et(n)os. Wpływ łowickiej sztuki ludowej na współczesne projektowanie” prezentowanej w ramach 10. edycji Łódź Design Festival.

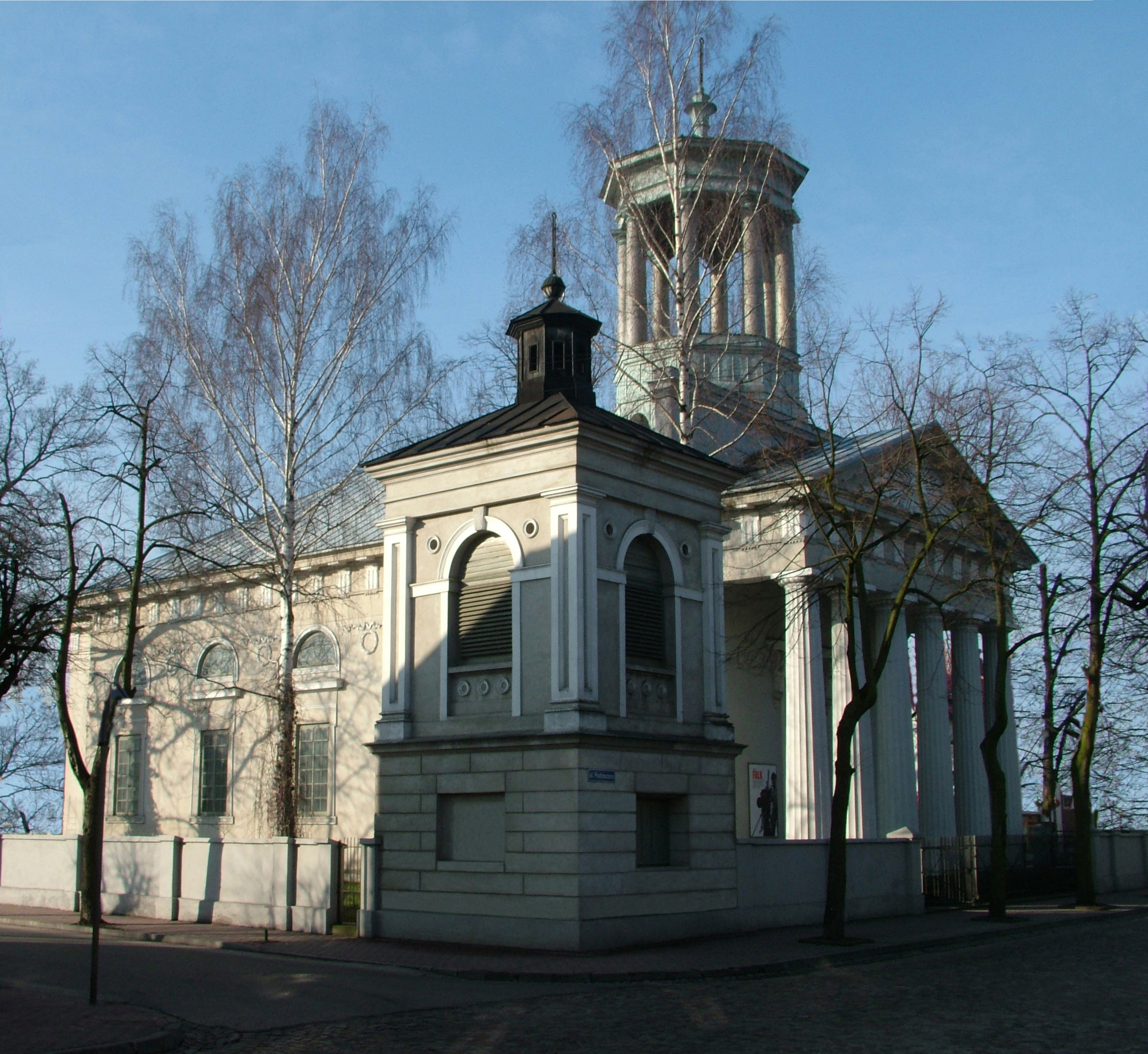
Galeria browarna - wygląd obecny
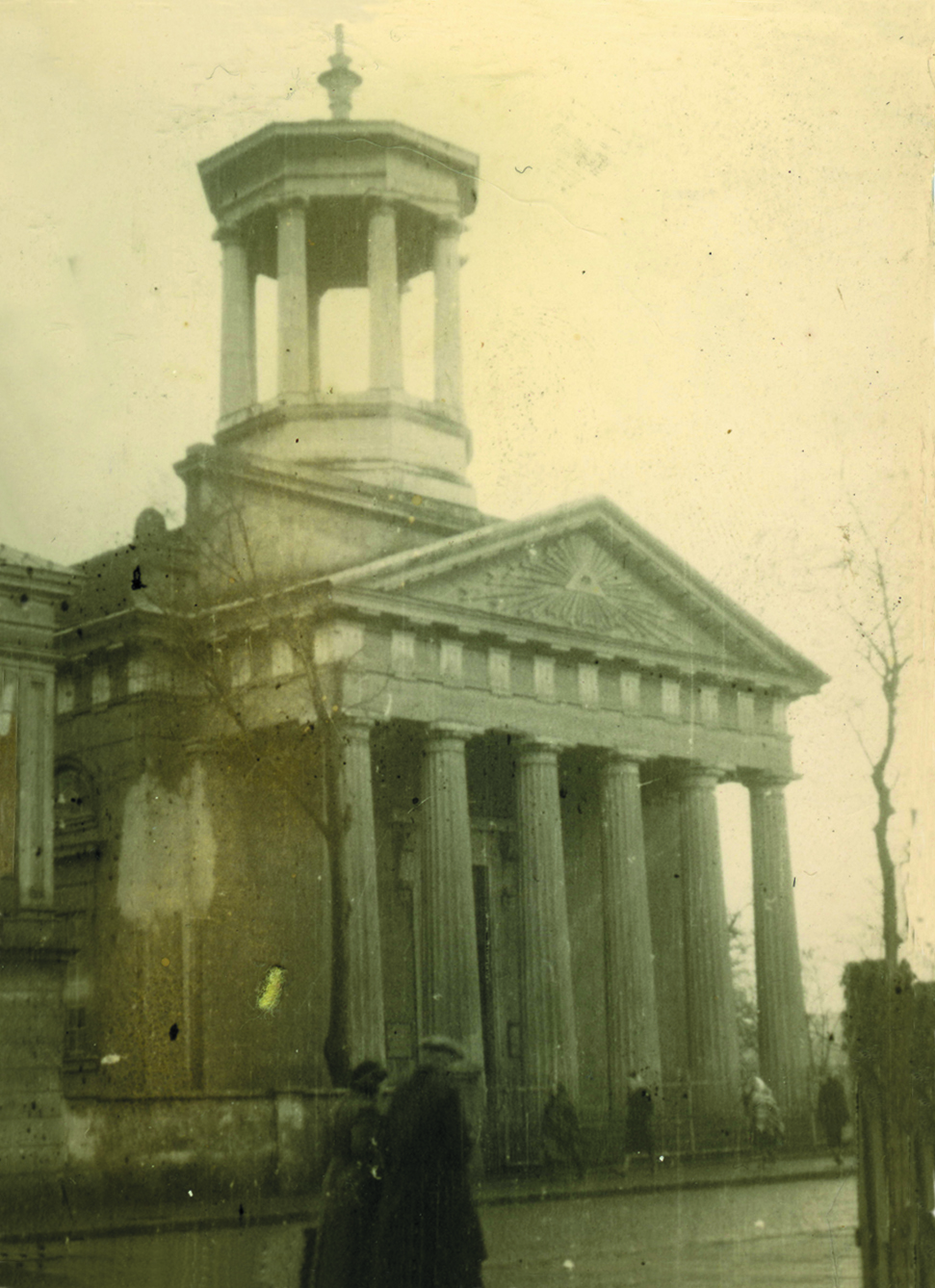
Zbór ewangelicki w Łowiczu, przełom XIX i XX wieku

## Działalność krytyczna i publicystyczna
Od 2009 roku Biernacki prowadzi autorski blog artXLGaleria Browarna, na którym zamieszcza doraźne wpisy i większe teksty publicystyczne. Jest autorem ponad 100 tekstów krytycznych i kuratorskich. Andrzej Biernacki był także stałym autorem miesięcznika Arteon, w którym prowadził rubrykę „Komentarz niepokorny”, oraz autorem recenzji wystaw i wydarzeń artystycznych, tekstów-analiz rynku sztuki ukazujących się w tym miesięczniku. W 2016 roku jego tekst „Donos na Małkowską” ukazał się w weekendowym wydaniu Rzeczpospolitej „Plus Minus”. Publikował także w prasie lokalnej: Nowy Łowiczaninie, CDN-ie (redaktor naczelny w latach 1997–1998), Łowiczu (redaktor naczelny w 1999 roku), Masovii Mater, a także w warszawskiej  Gazecie Finansowej. Biernacki wziął również udział w programach radiowych i telewizyjnych, a także panelach dyskusyjnych dotyczących problemów instytucjonalizacji sztuki i obiegu środków w sektorze kultury, m.in. w Polskim Radiu Program III, Telewizji Republika, Warszawskich Targach Sztuki i Galerii Miejskiej Arsenał w Poznaniu.
W swoich tekstach i wypowiedziach publicznych ujawnił i sprzeciwił się bezkrytycznemu dopasowywaniu się do zachodnich mechanizmów antyrynkowych i korporacyjnych, podejmowaniu „modnych” tematów i powierzchownemu ich traktowaniu, deformowaniu działalności artystycznej  poprzez manipulacje związane z instytucjonalizacją sztuki.

## Działalność społeczna
Biernacki był jednym z inicjatorów powstania Mazowieckiej Fundacji Społeczno-Kulturalnej w Łowiczu, a od 2000 roku jest jej prezesem. Fundacja  prowadzi działalność charytatywną oraz społeczną poprzez m.in. organizowanie środków pieniężnych i przeznaczanie ich dla młodzieży szczególnie uzdolnionej z rodzin niezamożnych lub dotkniętych patologiami, udzielanie pomocy rodzinom wielodzietnym, a także ludziom ubogim i niepełnosprawnym, prowadzenie dożywiania w szkołach oraz działania na rzecz ochrony zabytków i środowiska. 

## Odznaczenia
- Krzyż Kawalerski Orderu Odrodzenia Polski (2025)[62]